# Зеркало сцены
Зе́ркало сце́ны  — театральный термин, одна из основных технических характеристик в современном театре.

Зеркало сцены при открытии занавеса

## Определение
Понятие «зеркало сцены» появилось в театральном обиходе, когда — в результате длительной эволюции, в XVIII веке, — сцена превратилась в замкнутую коробку, соединённую со зрительным залом большим портальным проёмом. Этот проём, ограниченный портальной аркой, и называется зеркалом сцены. 
В современном театре сцена-коробка, или глубинная сцена, по вертикали делится на 3 части. Нижняя сцена (трюм) располагается под планшетом — игровой площадкой и может состоять из нескольких этажей; верхняя располагается выше портального проёма и сверху ограничена решётчатым потолком — колосниками, через которые спускаются и поднимаются декорации, когда необходима их смена по ходу спектакля. Обе эти сцены скрыты от зрителей; зеркало, имющее обычно прямоугольную форму, открывает так называемую среднюю (или основную) сцену — игровую площадку.
По нижней границе зеркала проходит красная линия (красная черта), в горизонтальном плане отделяющая собственно сцену, или её нулевой план, от авансцены, на которую в драматическом театре действие может переноситься во время смены обстановки за закрытым занавесом. По красной линии проходит основной, так называемый антрактовый, занавес, раздвижной или подъёмный; иногда в театре используется занавес, подбирающийся по диагонали к углам зеркала сцены. 
В оперном или драматическом театре зеркало сцены ограничено портальной аркой и настилом пола игровой площадки; в театре кукол, помимо портальной арки и порталов, оно ограничено ширмой.

## Параметры зеркала

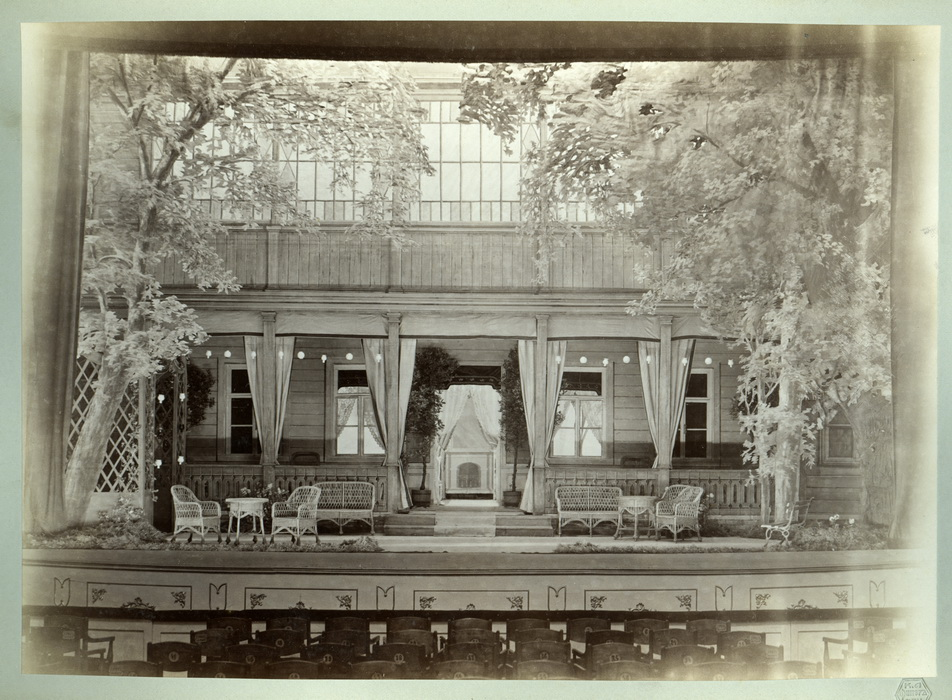
Зеркало сцены Малого театра

Ширина и высота зеркала сцены — технические характеристики того пространства, на котором театр может разыгрывать спектакли. Изначально они определяются особенностями конструкции зрительного зала, его вместимостью, а также характером представления — они различны в драматическом театре и в оперном (в среднем в музыкальных театрах зеркало больше). 
В свою очередь, в драматическом театре эти параметры обусловливают характер постановок — их камерность или масштабность. Параметры зеркала широко варьируются в современном театре: первый на драматической сцене может быть и меньше 10 метров; например, в «Ленкоме» — всего 8,68 (высота — 5,93). Ширина зеркала основной сцены МХТ имени Чехова в Камергерском переулке составляет 12,8 метра при высоте 9,8 , а на Большой сцене ЦТСА, построенного в 1940 году с обычным для того времени размахом, зеркало простирается на 20 метров в ширину и на 10,2 метра в высоту, что для режиссёров нередко становилось проклятием, а не преимуществом. Так, Георгий Товстоногов писал: «В ЦТСА А.Д. Попов жестоко страдал оттого, что был вынужден работать на огромной сцене. В это же время Н.П. Охлопков мучился от тесноты Театра Революции. Разве не выиграли бы оба театра, оба мастера, весь советский театр, если бы А.Д. Попову и Н.П. Охлопкову были даны театры, соответствующие характеру их дарований?»
В современных театральных зданиях за портальной аркой могут располагаться специальные кулисы и падуги, позволяющие изменять размеры зеркала сцены, образуя так называемое рабочее зеркало (ширина Большой сцены ЦТСА изначально составляла 30 метров). Малые (камерные) сцены драматических театров нередко, как в античные времена, обходятся без сцены-коробки, что предполагает постановку спектаклей, не нуждающихся ни в декорациях, ни в специальной театральной технике.